# イマルハン
イマルハン（Imarhan）は、アルジェリアのタマンラセットで2006年に結成されたトゥアレグ族のデザート・ロック・クインテット。
『Imarhan』と『Temet』という彼らの最初の2枚のアルバムは、ドイツのレコード・レーベル、シティ・スラングからリリースされた。

## ディスコグラフィ

### スタジオ・アルバム
- Imarhan (2016年)
- Temet (2018年)
- Aboogi (2022年)

### シングル
- "Tahabort" (2015年)
- "Azzaman" (2017年)
- "Ehad wa dagh" (2018年)